# Jeanette Dyrkjær
Jeanette Dyrkjær (ur. 26 listopada 1963 w Kopenhadze, zm. 29 lipca 2011 w Solrød) – duńska aktorka pornograficzna i modelka.

## Życiorys
W latach 80. jej zdjęcia prezentowane były w różnych czasopismach dla mężczyzn. W 1983 jako 20-latka została Dziewczyną Roku magazynu „Penthouse”. Później pracowała jako striptizerka i na krótko trafiła do amerykańskiego przemysłu pornograficznego jako Jean Afrique.
31 maja 1990 w Las Vegas wyszła za mąż za afroamerykańskiego aktora porno Raya Victory. Wycofała się z show-biznesu i w 1990 roku powróciła wraz z mężem do Danii. Para miała dwóch synów: Phillipé’a Visera (ur. 7 lutego 1992) i Barry’ego Lou, których władze postanowiły umieścić w rodzinie zastępczej.
Zmarła 29 lipca 2011 w Solrød w swoim domu na zawał serca. Miała 48 lat. Policja wykluczyła samobójstwo, ponieważ nie brała dużych ilości pigułek i nie było żadnych oznak.

## Biografia
- Nicolas Barbano: Verdens 25 hotteste pornostjerner. Rosinante, 1999. ISBN 87-7357-961-0.